# Municipio de Plymouth (Carolina del Norte)
El municipio de Plymouth (en inglés: Plymouth Township) es un municipio ubicado en el  condado de Washington en el estado estadounidense de Carolina del Norte. En el año 2010 tenía una población de 7.334 habitantes.

## Geografía
El municipio de Plymouth se encuentra ubicado en las coordenadas 35°49′46.58″N 76°44′43.8″O / 35.8296056, -76.745500.